# Salon Festival international de musique de chambre de Provence
Le Salon Festival international de musique de chambre de Provence, nommé jusqu'en 2016 Musique à l'Empéri, est un festival de musique de chambre fondé en 1993 par le pianiste Éric Le Sage, le clarinettiste Paul Meyer et le flûtiste Emmanuel Pahud. 
De nombreuses éditions ont été enregistrées et retransmises sur les ondes de France Musique.
Ouverts à la diversité, les directeurs artistiques accordent une place non négligeable à la musique contemporaine ainsi qu'à la création en résidence pendant la semaine du festival. D'autre part, plusieurs soirées ont été consacrées au thème Musique et cinéma[passage promotionnel], durant lesquelles la projection de films muets a été accompagnée en direct par les musiciens. S'inscrivant dans le cadre de Marseille Provence, Capitale européenne de la culture (MP2013), l'édition 2013 a eu pour thématique générale « Voyage en Méditerranée ».

## Interprètes
Chaque édition réunit de nombreux solistes de renommée internationale, issus des meilleures formations. Se sont notamment produits sur la scène de Salon (par ordre alphabétique) : Benjamin Alard (claveciniste), Gilbert Audin (bassoniste), Maja Avramovic (violoniste), Benoît de Barsony (cor), Oscar Bohorquez (violon), Frank Braley, Guy Braunstein, Lise Berthaud (altiste), Bertrand Chamayou, Seong-Jin Cho (pianiste), Michel Dalberto, Jerome Deschamps (récitant), Thierry Escaich (organiste), Théo Fouchenneret (piano), David Guerrier (cor), Raphaël Imbert (saxophoniste), Daishin Kashimoto, Yasunori Kawahara (contrebassiste), Marie-Pierre Langlamet (harpiste), Paul Lay (pianiste), François Meyer (hautboïste), Florian Noack (pianiste), Jean-Guihen Queyras (violoncelle), Joaquin Riquelme Garcia (alto), Alexander Sitkovetky, Antoine Tamestit, Olivier Thiery (contrebasse), Sonny Troupé (percussions), Lambert Wilson (récitant), Jing Zhao (violoncelliste), Jean-François Zygel...
La plupart des solistes font partie d'orchestres reconnus : l'Orchestre philharmonique de Berlin, le London Symphony Orchestra, l'Opéra de Paris...

## Lieux de concert
Les concerts se tiennent chaque été, fin juillet-début août, dans des lieux prestigieux de :
Salon-de-Provence
- La cour Renaissance du Château de l'Empéri
- L'église Saint-Michel
- Le Temple Porte Coucou
- L'Abbaye de Sainte-Croix

Aix-en-Provence
- Auditorium Campra[10]